# Sylwester Marek
Sylwester Marek (ur. 8 grudnia 1927 w Liège, zm. 9 sierpnia 2013 w Warszawie) – polski geolog, specjalista geologii stratygraficznej i tektoniki, zwłaszcza utworów mezozoiku, oraz geologii złóż ropy naftowej i gazu ziemnego.

## Młodość

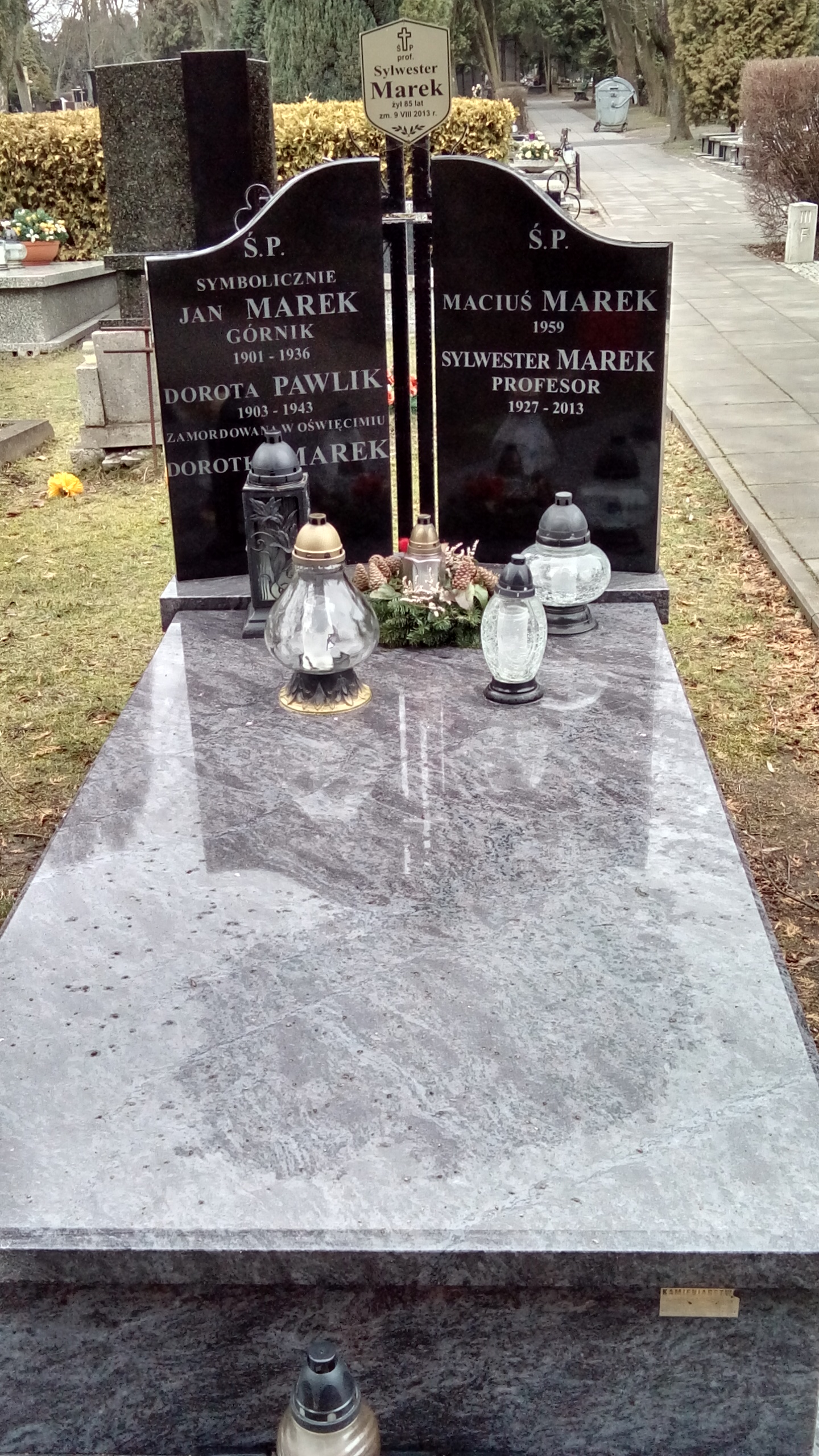
Grób Sylwestra Marka na Wojskowych Powązkach

Urodził się w Liège, w Belgii, w rodzinie polskich emigrantów z połowy lat 1920., jako syn górnika. Po tragicznej śmierci ojca, ciężko poszkodowanego w katastrofie kopalnianej, wraz z matką wrócił w 1935 do rodzinnej wioski Winiary Dolne, Wiślickie, położonej niedaleko ujścia Nidy do Wisły, przy trasie historycznych marszów, bojów i działań Tadeusza Kościuszki i Józefa Piłsudskiego, na dwuhektarowe gospodarstwo rolne.
Siedmioklasową Szkołę Powszechną ukończył w 1941 w Senisławicach w powiecie pińczowskim, a w latach 1941-1944 ukończył Dwuletnią Szkołę Handlową w Opatowie oraz dwie klasy gimnazjalne na tajnych kompletach w Kazimierzy Wielkiej. Z powodu bardzo trudnych warunków materialnych i w obawie przed wywiezieniem na roboty do Niemiec, w styczniu 1942, jako 14-letni chłopiec podjął pracę zarobkową przy Nadzorze Wodnym w Nowym Korczynie, gdzie był zatrudniony do 1944.
W styczniu 1945 opuścił wioskę i jako 17-letni chłopiec rozpoczął samodzielne życie wstępując do 3. klasy gimnazjum A. Mickiewicza w Tarnowie. Po roku nauki przeniósł się do XI Państwowego Liceum im. Józefy Joteyko w Krakowie, gdzie 25 lutego 1947 uzyskał świadectwo dojrzałości w klasie dla dorosłych. Jednocześnie w roku akademickim 1946/1947 studiował matematykę na Wydziale Matematyczno-Przyrodniczym Uniwersytetu Jagiellońskiego jako wolny słuchacz.
W 1947 podjął studia geologiczne w Akademii Górniczo-Hutniczej, na Wydziale Geologiczno-Poszukiwawczym. W zakresie podstawowych dziedzin geologii i geofizyki nauczycielami byli wybitni znawcy przedmiotu, profesorowie: Andrzej Bolewski, Edward Janczewski, Stanisław Jaskólski, Roman Krajewski, Marian Książkiewicz, Józef Poborski, Henryk Świdziński i Julian Tokarski. Studia w Akademii Górniczo-Hutniczej w Krakowie ukończył w 1952 uzyskując dyplom inżyniera geologa i magistra nauk technicznych na podstawie pracy dyplomowej Kartowanie poziomów kopalnianych w kopalni soli w Inowrocławiu i próba stratygrafii cechsztyńskiej serii solnej, którą wykonał pod kierunkiem prof. Józefa Poborskiego.

## Praca w Państwowym Instytucie Geologicznym
W połowie 1951 rozpoczął pracę w Państwowym Instytucie Geologicznym w Warszawie, w Zakładzie Złóż Soli, skąd w styczniu 1954 roku został przeniesiony do Wydziału Podłoża Niżu przy Zakładzie Zdjęć Geologicznych, w którym w latach 1962-1967 pełnił funkcję kierownika Pracowni Geologii Polski Zachodniej. W 1967, w nowo powstałym Zakładzie Geologii Struktur Wgłębnych Niżu, powierzono mu funkcję zastępcy Kierownika Zakładu i Kierownika Pracowni Regionu Kujawskiego. W wyniku kolejnych reorganizacji Instytutu, z początkiem 1977 objął funkcję zastępcy Kierownika Zakładu Geologii Obszarów Platformowych i Kierownika Pracowni Geologii Platformy Paleozoicznej, a następnie Kierownika Pracowni Geologii Polski Centralnej w Zakładzie Geologii Wgłębnej Niżu; wreszcie w latach 1992-1997 sprawował funkcję Kierownika Pracowni Mezozoiku w nowo utworzonym Zakładzie Geologii i Ropo-gazonośności Niżu. Po przejściu na emeryturę, w okresie od 1 stycznia 1998 do 30 czerwca 1999, był zatrudniony na stanowisku głównego specjalisty.
Tytuł adiunkta uzyskał 26 lutego 1957, a samodzielnego pracownika naukowo-badawczego (zmienionego ustawą na docenta) 1 listopada 1970. Doktoryzował się w zakresie nauk przyrodniczych 15 czerwca 1965 na podstawie pracy Infrawalanżyn Kujaw, a promotorem był prof. dr Stefan Zbigniew Różycki. Stopień naukowy doktora habilitowanego nauk przyrodniczych w zakresie geologii regionalnej otrzymał 1 grudnia 1975 na podstawie rozprawy Stratygrafia i paleogeografia utworów kredy dolnej na Niżu Polskim. Tytuł naukowy profesora nadzwyczajnego nadano mu w 1985. na podstawie opinii profesorów Józefa Poborskiego, Stefana Zbigniewa Różyckiego i Jerzego Znoski.
W pierwszym okresie pracy zawodowej, w latach 1951-1957, pełnił funkcję geologa kopalnianego w kopalni soli w Inowrocławiu, następnie w kopalni soli w Kłodawie, gdzie sprawował nadzór nad głębionymi szybami górniczymi. Równocześnie prowadził wiercenia kartujące podłoże kenozoiku i wiercenia strukturalno-poszukiwawcze Przemysłu Chemicznego i Naftowego w obrębie struktur solnych Izbica–Kłodawa–Łęczyca-Ozorków i Rogoźno. Prace te prowadził pod kierunkiem prof. Józefa Poborskiego, a następnie doc. Stanisława Tyskiego oraz prof. S. Z. Różyckiego, ówczesnego Dyrektora Państwowego Instytutu Geologicznego. W latach 1957–1962 kartował osady mezozoiku na całym obszarze Kujaw i rozpoczął kontynuowane do połowy lat 1990. prace w zakresie projektowania geologicznego, nadzoru i opracowywania badań geologiczno-wiertniczych i geofizycznych, mających na celu rozpoznanie wgłębnej budowy geologicznej Niżu Polskiego w aspekcie ogólno-geologicznym i złożowym.

## Zainteresowania naukowe
Głównym kierunkiem działalności naukowej prof. Sylwestra Marka były badania stratygraficzne związane z prowadzonymi przez niego wierceniami kartującymi podłoże kenozoiku i z pracami geologicznymi na Kujawach. Dotyczyły one utworów cechsztynu, triasu górnego, jury dolnej, środkowej i górnej, a także kredy, w szczególności kredy dolnej. Rezultaty tych prac zostały częściowo opublikowane w artykułach dotyczących struktur solnych w strefie Izbica–Kłodawa–Ozorków (1957), Rogoźna i Ozorkowa (1957, 1961), Justynowa (1959) i Wojszyc (1961).
Duży napływ materiałów geologicznych z utworów kredy dolnej i najwyższej jury, dotąd bardzo słabo rozpoznanych, skłonił S. Marka do podjęcia systematycznych badań stratygraficznych i litologicznych tych utworów, początkowo tylko na Kujawach, a potem na całym obszarze Niżu Polskiego. Duża zmienność litologiczna i facjalna osadów kredy dolnej i najwyższej jury oraz słabo zachowany materiał biostratygraficzny wymagały dużego zakresu badań analitycznych dla opracowania szczegółowej stratygrafii tych utworów w różnych regionach basenu polskiego.
W wyniku wieloletnich i żmudnych badań rdzeni z około 300 otworów wiertniczych S. Marek skompletował obfity zbiór fauny także amonitowej, który stał się podstawą nowego schematu stratygraficznego i ujęcia paleogeograficznego najwyższej jury i dolnej kredy na Niżu Polskim. Na podstawie fauny amonitowej S. Marek po raz pierwszy udowodnił występowanie na Niżu Polski morskiego beriasu z fauną Riasanites oraz dolnego hoterywu z fauną Endemoceras (Lyticoceras), (1961).
Prace nad szczegółową stratygrafią i paleogeografią kredy dolnej, rozszerzane sukcesywnie z Kujaw na inne obszary kraju, pozwoliły z czasem S. Markowi na syntetyczne ujęcia stratygrafii tego odcinka na całym Niżu, na korelację tej serii z osadami tego samego wieku w Europie Zachodniej i w Związku Radzieckim, na koniec na odtworzenie paleogeograficzne dolnej kredy w Polsce na tle europejskim. W ścisłym związku z pracami nad stratygrafią i paleogeografią najwyższej jury i dolnej kredy, dużo uwagi poświęcił też problematyce granicy jura–kreda.
Wyniki swoich badań stratygraficzno-paleogeograficznych najwyższej jury i kredy dolnej referował na sesjach, kolokwiach i sympozjach w kraju i zagranicą, m.in. w Moskwie-Tbilisi 1967; Budapeszcie 1969; Londynie 1972; Lyonie 1973, 1980, 1985; Nowosybirsku 1977; Münster 1978; Kijowie 1978; Monachium 1982; Moskwie 1984; Tübingen 1987 i Sankt-Petersburgu 1994.
Drugim kierunkiem działalności S. Marka były badania regionalnej budowy geologicznej i tektoniki. Ich zakres ograniczony był początkowo do wału kujawskiego i obszarów przyległych, gdzie prowadzono badania podłoża mezozoicznego (1957, 1959, 1961). Podsumowaniem wyników tych prac były dwa atlasy map geologicznych wału kujawskiego w skali 1:100 000 (1964, 1965). Dalszy rozwój tych prac na obszarze Polski Centralnej umożliwił mu współuczestniczenie w Atlasie Geologicznym Polski w skali 1:2000 000 (1968). Ujęcia kartograficzne tego obszaru były przez S. Marka stale aktualizowane, co znalazło swój wyraz w Mapie Geologicznej Polski w skali 1:500 000 (1972).
Z biegiem lat, wraz ze wzrostem rozpoznania głębokiego podłoża Niżu Polskiego przy pomocy metod geofizycznych i wierceń, rosło także zaangażowanie S. Marka w studia regionalne i tektoniczne obszaru Polski Centralnej i regionów przyległych. Współpracował on przy tym ściśle z geofizykami, ze względu na konieczność wykorzystania do interpretacji strukturalno-tektonicznych wyników ich badań, prowadzonych przede wszystkim metodą sejsmiczną. Wyniki tych regionalno-tektonicznych badań zawarte są w wielu, głównie zespołowych, monografiach, syntezach i opracowaniach kartograficznych. W pracach tych sformułowane są tezy, co do ogólnej budowy geologiczno-tektonicznej Polski Centralnej i obszarów przyległych, ogólnych praw rządzących tektoniką pokrywy permomezozoicznej z uwzględnieniem tektoniki salinarnej, znaczenia synsedymentacyjnych ruchów pionowych i roli uskoków. Poruszane są także problemy metodyki badań i klasyfikacji jednostek tektonicznych.
Trzecim kierunkiem działalności naukowej S. Marka była geologia poszukiwawcza i złożowa. Wynikało to z faktu, że głównym celem badań wgłębnej budowy geologicznej Niżu jest poszukiwanie złóż ropy naftowej i gazu ziemnego. Począwszy od roku 1957, bezpośrednie zaangażowanie i prowadzenie geofizycznych i geologicznych prac rozpoznawczych nastawionych na ten problem odzwierciedliło się w autorstwie bądź współautorstwie licznych programów i projektów regionalnych badań Instytutu Geologicznego oraz kilku projektów geologiczno-poszukiwawczych wspólnych ze Zjednoczeniem Górnictwa Naftowego. Problematyka geologiczno-poszukiwawcza, poza regionalnymi syntezami obszaru niecki płockiej, wału kujawskiego i niecki mogileńsko-uniejowskiej, przedstawiona została również w wielu publikowanych pracach. W pracach tych wskazano na ścisłą zależność formacji generujących bituminy od ewolucji geologicznej regionu, a szczególnie na zależność starej i młodej tektoniki. Dzięki badaniom S. Marka odkryto złoże gazu ziemnego w otworze Unisław IG 1, a także wody termalne w otworze Koło IG 3 oraz w otworach hydrogeologicznych Uniejowa.

## Praca ekspercka
Począwszy od roku 1957, współpraca S. Marka z Górnictwem Naftowym wyrażała się pracą w charakterze rzeczoznawcy, później w charakterze członka Komisji Oceny Projektów Badań Geologicznych przy Centralnym Urzędzie Geologii, a następnie przy Ministerstwie Ochrony Środowiska, Zasobów Naturalnych i Leśnictwa. W latach 1977–1989 był także członkiem Zespołu ds. Koordynacji Badań Geologicznych, związanych z poszukiwaniem złóż ropy naftowej i gazu ziemnego, powołanego przez Prezesa Centralnego Urzędu Geologii. Ponadto w latach 1964-1973 był członkiem polsko-radzieckiego zespołu ekspertów dla poszukiwań ropy i gazu, a w latach 1965-1971 – członkiem Komisji Geologicznej przy RWPG. W latach 1981–1999 był członkiem International Working Group on the Jurassic–Cretaceous Boundary przy IUGS International Union of Geological Sciences.
W roku 1980 odbył czteromiesięczny staż stypendialny na Uniwersytecie Claude-Bernard w Lyonie oraz w Konsorcjum Naftowym Elf Aquitaine w Paryżu, Pau i Boussens. Tematem stażu była stratygrafia najwyższej jury i dolnej kredy oraz metodyka poszukiwań węglowodorów.
W sumie S. Marek opublikował 150 prac (75 pozycji we współautorstwie) w wydawnictwach polskich, rosyjskich, angielskich, francuskich i niemieckich. Odbył ponad 25 podróży służbowych do różnych krajów europejskich i azjatyckich. Podróże te miały charakter konsultacyjny i oficjalny (udział w międzynarodowych kolokwiach, sympozjach i zjazdach oraz w naradach geologicznych w RWPG i IUGS).
Przez wiele lat S. Marek był aktywnym działaczem Związków Zawodowych Górników i NSZZ Solidarność.
Za pracę zawodową i społeczną otrzymał Srebrny i Złoty Krzyż Zasługi, Krzyż Kawalerski Orderu Odrodzenia Polski, Medal 50-lecia Instytutu Geologicznego, Odznakę Zasłużony Pracownik Instytutu Geologicznego, Złotą Odznakę Zasłużony dla polskiej geologii i Złotą Odznakę Państwowego Instytutu Geologicznego. Otrzymał także Nagrody I i II stopnia Ministra Ochrony Środowiska, Zasobów Naturalnych i Leśnictwa.

## Wybrane publikacje
- Marek S., 1957, Wstępne rozpoznanie dolnej kredy w obszarze Rogoźna i Ozorkowa. Kwart. Geol. 1/2, s. 247-258, Warszawa.
- Marek S., 1959, Budowa geologiczna antykliny Justynowa k/Łodzi. Kwart. Geol. 3/1, s. 71-90, Warszawa.
- Marek S., 1961, Budowa geologiczna antykliny Wojszyc. Kwart. Geol. 5/4, s. 839-860, Warszawa.
- Marek S., 1965, Dyskusyjne problemy granicy jura – kreda. Kwart. Geol. 9/14, s.774-790, Warszawa.
- Marek S., 1967, Infrawalanżyn Kujaw. Biul. Inst. Geol. 200, s. 113-236, Warszawa.
- Marek S., 1968, Zarys stratygrafii kredy dolnej niecki brzeżnej. Kwart. Geol. 12/2, s. 345-369, Warszawa.
- Marek S., 1969, Zarys stratygrafii kredy dolnej Kujaw. Kwart. Geol. 13/1, s. 139-153, tab. 1-3, Warszawa.
- Dadlez R., Marek S., 1969, Styl strukturalny kompleksu cechsztyńsko-mezozoicznego na niektórych obszarach Niżu Polskiego. Kwart. Geol., 13/3, s. 545-565, Warszawa.
- Marek S., Bielecka W., Sztejn J., 1971, Beds of the Jurassic-Cretaceous Boundary in the Polish Lowland Area, w: Colloque International du Jurassique, Luxembourg. Mem. BRGM, 75, p. 317-332, Paris.
- Marek S., Znosko J., 1972, Tektonika Kujaw. Kwart. Geol., 16/1, s.1-18, Warszawa.
- Marek S., Znosko J., 1972, Historia rozwoju geologicznego Kujaw. Kwart. Geol., 16/2, s. 233-248, Warszawa.
- Marek S., Raczyńska A., 1973, The stratigraphy and palaeogeography of the Lower Cretaceous of the Polish Lowland area. The Boreal Lower Cretaceous, Geol. Spec. 5, p, 369-386, London.
- Dadlez R., Marek S., 1974, General Outline of the Tectonics of the Zechstein-Mesozoic Complex in Central and North-Western Poland. Biul. Inst. Geol.,274, p. 111-148, Warszawa.
- Marek S. (red) i inni, 1977, Budowa geologiczna wschodniej części niecki mogileńsko-łódzkiej (strefa Gopło – Ponętów – Pabianice). Prace Inst. Geol., 80, s. 1-165, Warszawa.
- Marek S., Raczyńska A., 1979, Palaeogeographie der Unterkreide des nordpolnischen Beckens. Aspekte der Kreide Europas. IUGS, Series Y 17, nr 6, p. 447-462, Stuttgart.
- Marek S., 1983, Neokom obszaru warszawsko-radomskiego. Kwart. Geol. 27/2, s. 286-297, Warszawa.
- Marek S. (red.) i inni, 1983, Budowa geologiczna niecki warszawskiej (płockiej) i jej podłoża. Prace Inst. Geol., 103, s. 1-278, Warszawa.
- Marek S., 1983, Epikontinentale Unterkreide-Ablagerungen in Polen. Zitteliana, 10, p. 55-64, München.
- Marek S., 1988, Paleomiąższości, litofacje i paleotektonika epikontynentalnej kredy dolnej w Polsce. Kwart. Geol. 32/1, s. 157-174, Warszawa.
- Marek S., 1989, Sedimentäre und paläotektonische Entwicklung der epikontinentalen Unterkreide Polens. W: Cretaceous of the Western Tethys. Proc. 3 Int. Cretaceous Symposium, Tübingen 1987, p. 755-770, Stuttgart.
- Marek S., Szulgina N., 1996, Biostratigraphic correlation between Lower Cretaceous deposits in the central region of East-European and the Polish Lowlands. Geological Quarterly, 40/1, p. 120-140, Warszawa.
- Marek S., Maria Pajchlowa, (red.) i inni, 1997, Epikontynentalny perm i mezozoik w Polsce. Prace Państw. Inst.Geol. 153, s. 1-125, Warszawa.
- Marek S., Grigelis A. (Edit.) et al., 1998, Structural evolution of the Permian-Mesozoic complex of the north-eastern Poland, Lithuanian and adjacent Baltic areas. Institutes' Coproduction – Polish Geological Institute-Lithuanian Institute of Geology, p. 5-24, Warszawa.
- Dadlez R., Marek S., Jędrzej Pokorski (red.) i inni, 1998, Atlas paleogeograficzny epikontynentalnego permu i mezozoiku w Polsce, 1:2500 000. Państw. Inst. Geologiczny, Warszawa.